# Scalzo

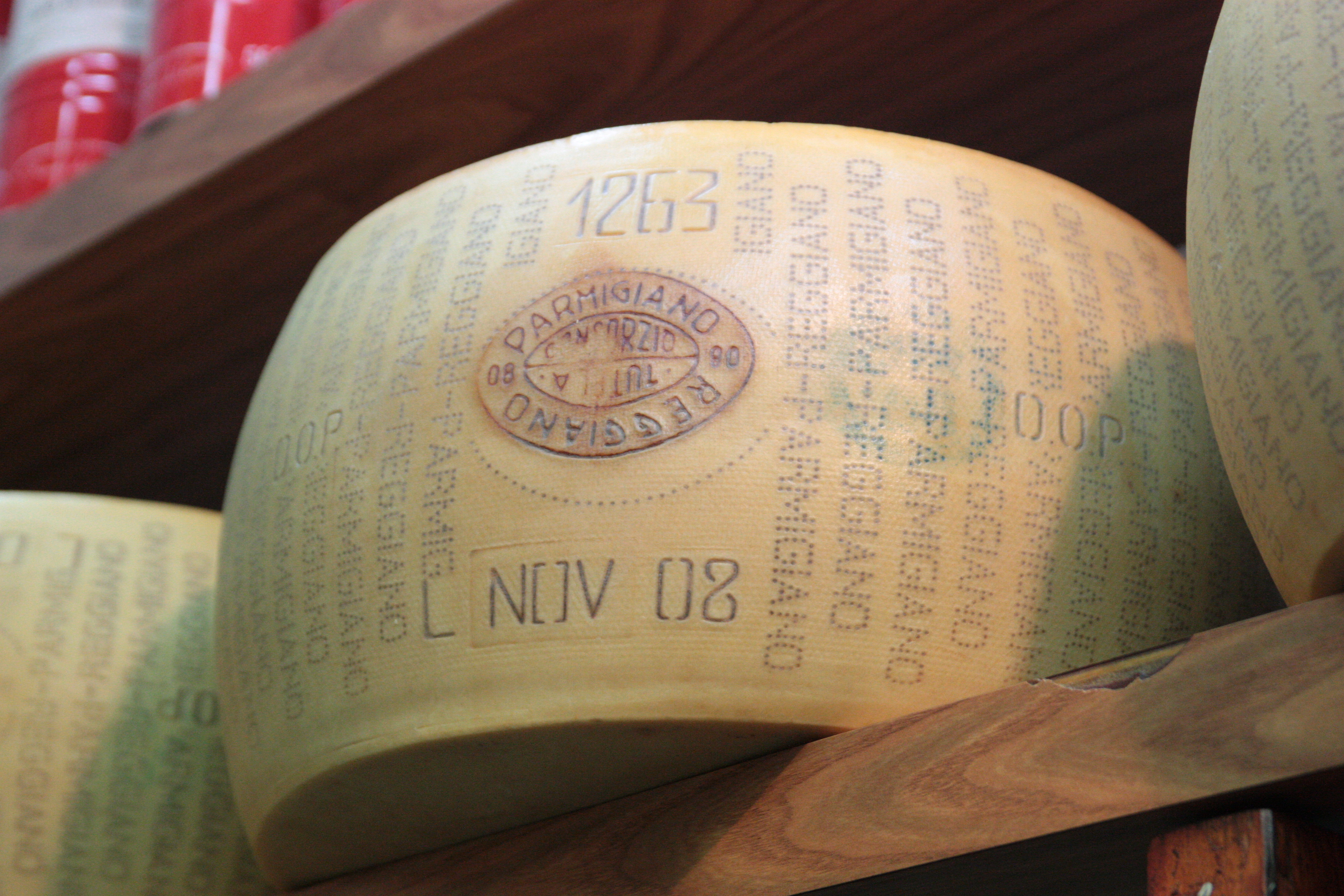
Lo scalzo convesso e marchiato del Parmigiano-Reggiano

Lo scalzo è la superficie laterale di una forma di formaggio, generalmente convessa, che costituisce lo spessore della stessa.

## Descrizione
Il termine deriva dal fatto che si tratta della parte che viene discalzata, ovvero estratta, dalla fascera laterale, nella quale era racchiusa la cagliata, allo scopo di determinare l'aspetto esteriore del prodotto, generalmente cilindrico o a parallelepipedo rettangolo, anche chiamato a panetto.
In base alla conformazione della fascera laterale, lo scalzo può risultare dritto, convesso o concavo ed essere decorato con disegni o marchi, impressi per contatto.
L'altezza dello scalzo è fondamentale per determinare l'uniformità di stagionatura della pasta in rapporto al tipo di prodotto che si voglia ottenere.
Per i formaggi a forma cilindrica, di media stagionatura a pasta semidura, è generalmente usato uno scalzo di 10 o 12 cm e un diametro di misura tripla. Tuttavia le combinazioni tra diametro e scalzo sono moltissime, secondo le usanze locali delle varie tradizioni casearie.